# RS-68
Rocketdyne RS-68 je raketový motor na kapalné pohonné látky, vyvíjený od poloviny 90. let pro pohon rakety Delta IV. Vyznačuje se jednoduchostí konstrukce, relativně nízkou cenou a spolehlivostí. První start se konal roku 2002. Bylo v plánu využití vylepšené verze RS-68B v programu Constellation zrušeném v říjnu 2010.

## Popis

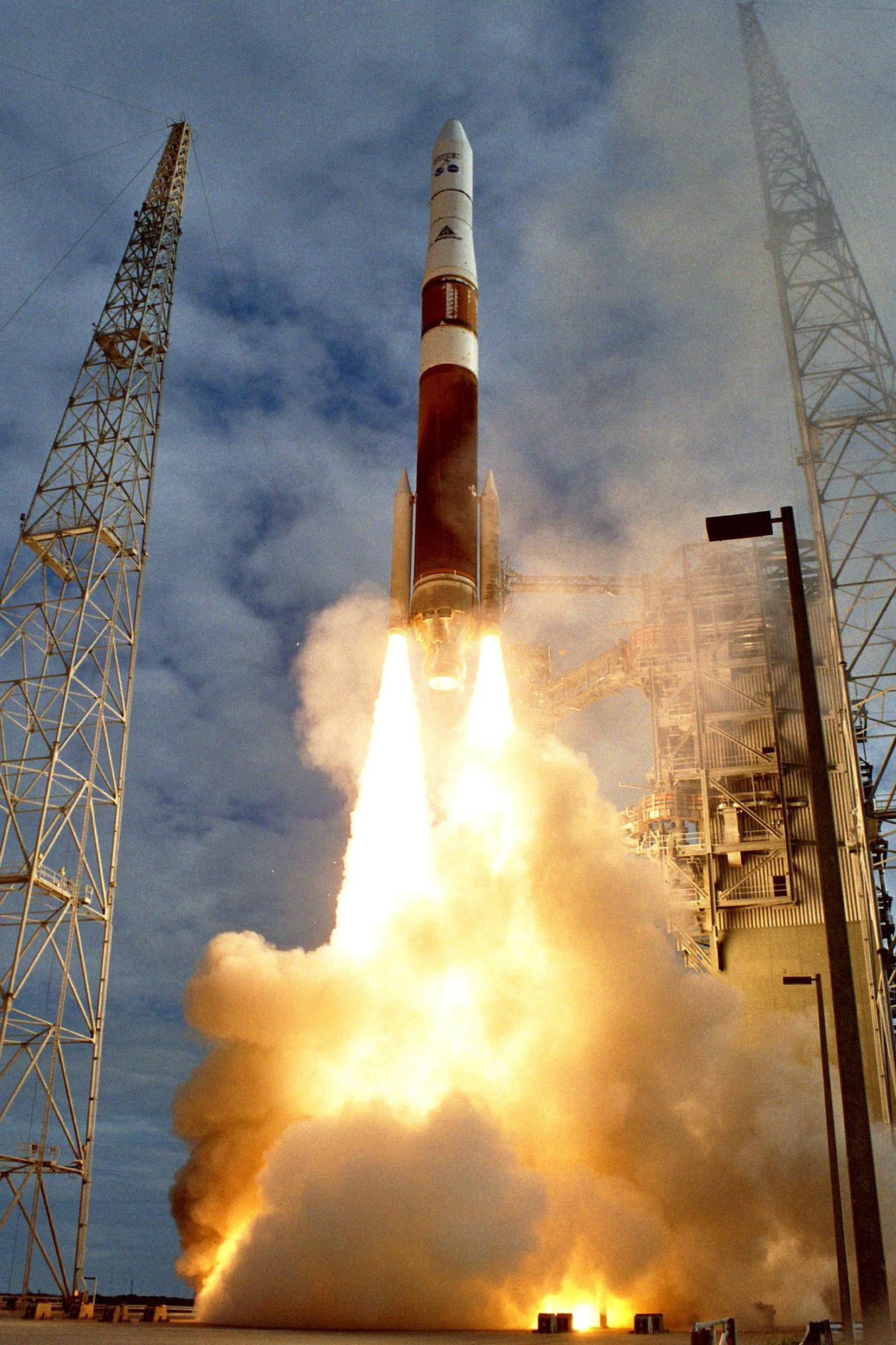
Start rakety Delta IV, lze vidět rozdíl v barvě plamene z RS-68 a GEM 60, plamen z RS-68 je téměř průhledný, protože ho tvoří jen vodní pára vzniklá reakcí vodíku a kyslíku

Motor RS-68 byl vyvinut společností Rocketdyne Propulsion and Power v Los Angeles v Kalifornii. Hlavním cílem projektu byl jednoduchý a levný motor na jedno použití. Toho bylo dosaženo snížením počtu součástek o 80 % oproti několikanásobně použitelnému Space Shuttle Main Engine (SSME). Zjednodušení koncepce však způsobilo značné snížení účinnosti motoru v porovnání s SSME, oproti němuž má o 10 % nižší specifický impuls a o 30 % horší poměr tah/hmotnost. Cena jednoho RS-68 je přibližně 14 milionů dolarů oproti 50 mil. za SSME, to z něj činí dobrý motor pro jednorázové nosné rakety jako Delta IV.
Motor spaluje tekutý vodík a tekutý kyslík v poměru 1:6. Dopravu paliva a okysličovadla zajišťují turbočerpadla poháněná malou spalovací turbínou. Chlazení spalovací komory je řešeno systémem channel-wall. Průkopníkem tohoto systému byl Sovětský svaz (motor RD-0120 rakety Eněrgija). Systém sestává z vnitřního a vnějšího pláště a mezi nimi jsou připájeny oddělovací pláty, tím vznikají kanálky, jimiž proudí chladicí médium. Oproti standardní koncepci chlazení, kde jsou kanálky tvořeny stovkami trubiček navinutými a připájenými na stěnu komory, je systém channel-wall celkově těžší ale výrobně mnohem jednodušší a levnější. Jako chladicí médium slouží palivo (osvědčená koncepce využívaná již za 2. světové války). Ovládání vektoru výstupních plynů trysky je řešeno podobně jako u ostatních raketových motorů, tedy hydraulicky ovládaným kloubovým závěsem trysky. Tryska je chlazena potahem z ablativního materiálu, který žárem od výstupních plynů postupně odtává a rozptyluje tak teplo do okolí. Hmotnost je oproti regenerativnímu způsobu chlazení používanému u podobných motorů vyšší, výrobní nároky a cena jsou však mnohem nižší.

## Varianty

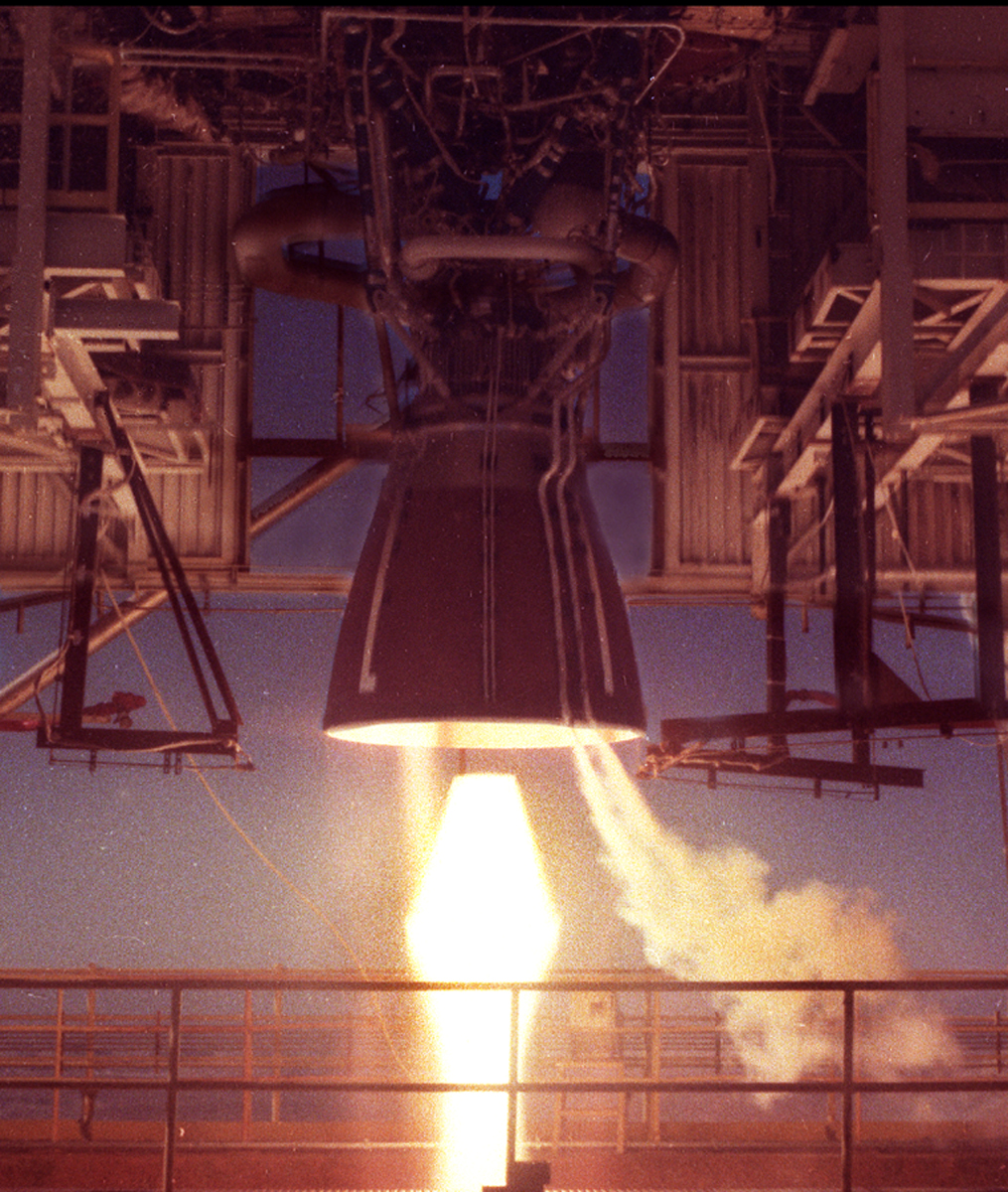
Statický test motoru RS-68

- RS-68 - Základní verze, běžně používaná.
- RS-68A - Vylepšená verze, zvýšený tah na 3 560 kN ve vakuu. První test proběhl 25. září 2008, certifikační testování dokončeno v listopadu 2010, první let 29. července 2012 v raketě Delta IV Heavy.
- RS-68B – Koncept, zamýšlen pro pohon rakety Ares V. Ukázaly se však nevhodné pro použití ve svazku kvůli přehřívání a snížené efektivitě.
- RS-68 Regen - Testovací verze s regenerativně chlazenou tryskou.